# فراشة زهرة الجنة
فراشة زهرة الجنة هي فراشة من فصيلة البزيات، وتوجد في جنوب شرق آسيا مع نطاق ممتد من شمال الهند وميانمار ولاوس وتايلاند وفيتنام والصين وتايوان واليابان.
- من أسماء الفراشة في تايوان تسمى (山龍眼螢斑蛾) وتلفظ (Shān lóngyǎn yíng bān é) وتعني "عثة لونجان الجبلية" كذلك تسمى في اليوان (雙星錦斑蛾) وتلفظ (Shuāngxīng jǐn bān é)، وتعني "عثة اليراع ذات النجمة المزدوجة".[1]
- لونجان الجبلية هو الاسم الصيني لنبات هيليسيا فورموسانا (Helicia formosana (Q11047869))، وهو نبات غذائي ليرقات الفراشة.[2]
- كذلك تسمى الفراشة "النجمة المزدوجة" ويُعتقد أنه تشير إلى النقطتين البيضاوين على طرف الجناح الأمامي.[3][4][5]
- ترجم ين شين هورن الاسم إلى الإنجليزية باسم (Dayflying Helicia Zygaenid Moth) وتعني "عثة هيليسيا زيجاينيد الطائرة النهارية".[6]